# バイオマス

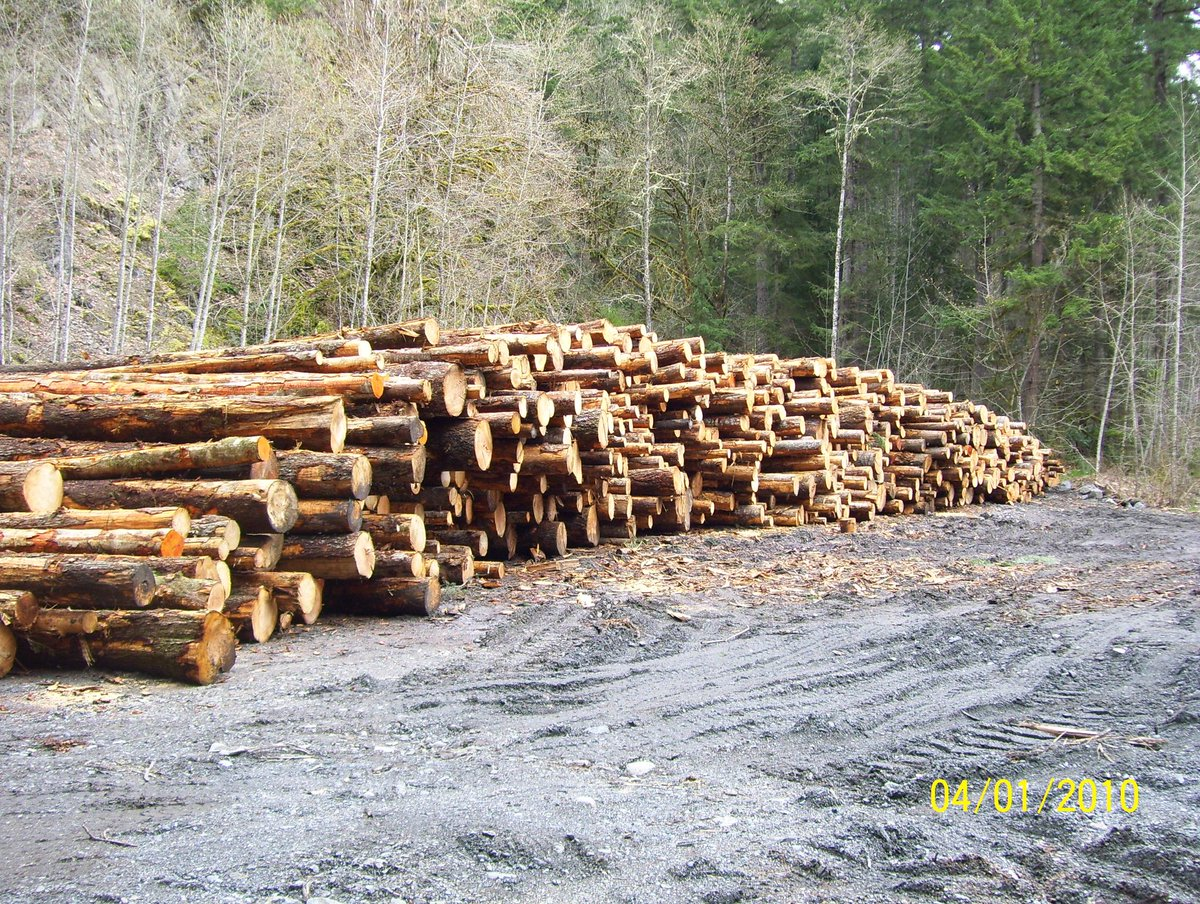
最も一般的なバイオマスである木

バイオマス（英: biomass）とは、生態学で、特定の時点においてある空間に存在する生物（バイオ）の量を、物質（マス）の量として表現したものである。通常、質量あるいはエネルギー量で数値化する。日本語では生物体量や生物量の語が用いられる。植物生態学などの場合には現存量の語が使われることも多い。転じて生物由来の資源を指すこともある。バイオマスの利用法には燃料とするものがあり、その場合バイオ燃料（Biofuel）またはエコ燃料、木質燃料といった言葉が使われる。またバイオマスを燃焼させて発電することをバイオマス発電という。

## 生態学におけるバイオマス
生態学、特に群集生態学や生態系生態学において、バイオマスとは特定地域に生息する生物の総量、あるいはその中の群ごとの総量を指し、訳語としては生物量、あるいは現存量を使う。むしろ訳語を用いることの方が多い。
一般には単位面積あたりの該当生物の乾重量で表す。単位面積あたりの現存量を生物の栄養段階に分けて表すと、階層の低いものほど大きく、高いものほど小さくなる。これを生態ピラミッドという。

## 産業資源としてのバイオマス

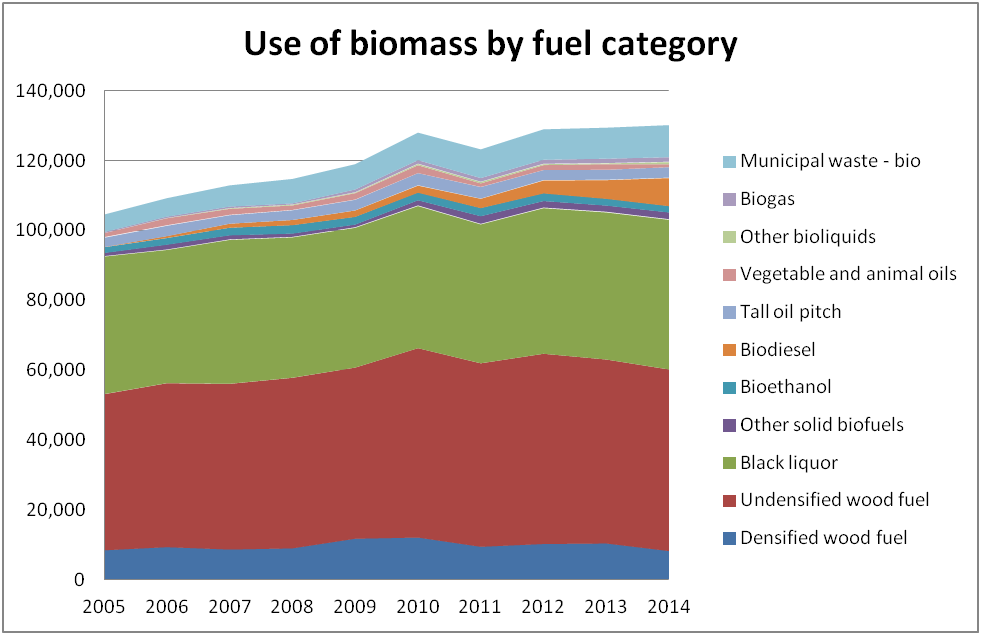
燃料として用いられるバイオマスの比率を表したグラフ

枯渇性資源ではない、現生生物体構成物質起源の産業資源をバイオマスと呼ぶ。乾留ガス化(バイオガス)、ペレット化(木質ペレット)して燃焼させるバイオマス発電が脚光を浴びている。2002年（平成14年）12月に閣議決定した、バイオマスの利活用推進に関する具体的取組や行動計画「バイオマス・ニッポン総合戦略」では、「再生可能な、生物由来の有機性資源で化石資源を除いたもの」と定義されている。再生可能エネルギーという性質を持つため、カーボンニュートラルや地球温暖化の文脈で言及される。バイオマス資源活用促進事業では、「化石資源由来のエネルギーや製品をバイオマスで代替することにより、地球温暖化を引き起こす温室効果ガスのひとつであるCO2の排出削減に大きく貢献することができる」としているが、木質燃料(木質ペレット)の利用については批判の声が大きくなっている。

### 利用状況
1990年代以降、バイオマスは二酸化炭素削減（地球温暖化対策）、循環型社会の構築などの取り組みを通じて脚光を浴び、旧来の薪や炭などの木質燃料の利用に加え、化学処理を施してバイオマスエタノール、バイオディーゼルなどの形にしての利用が拡大している。しかしその一方で生産のための森林破壊や食料との競合などの問題も指摘されており、より弊害の少ない技術の開発が進められているほか、技術水準に応じた規制も検討が進んでいる。

#### 日本での取り組み

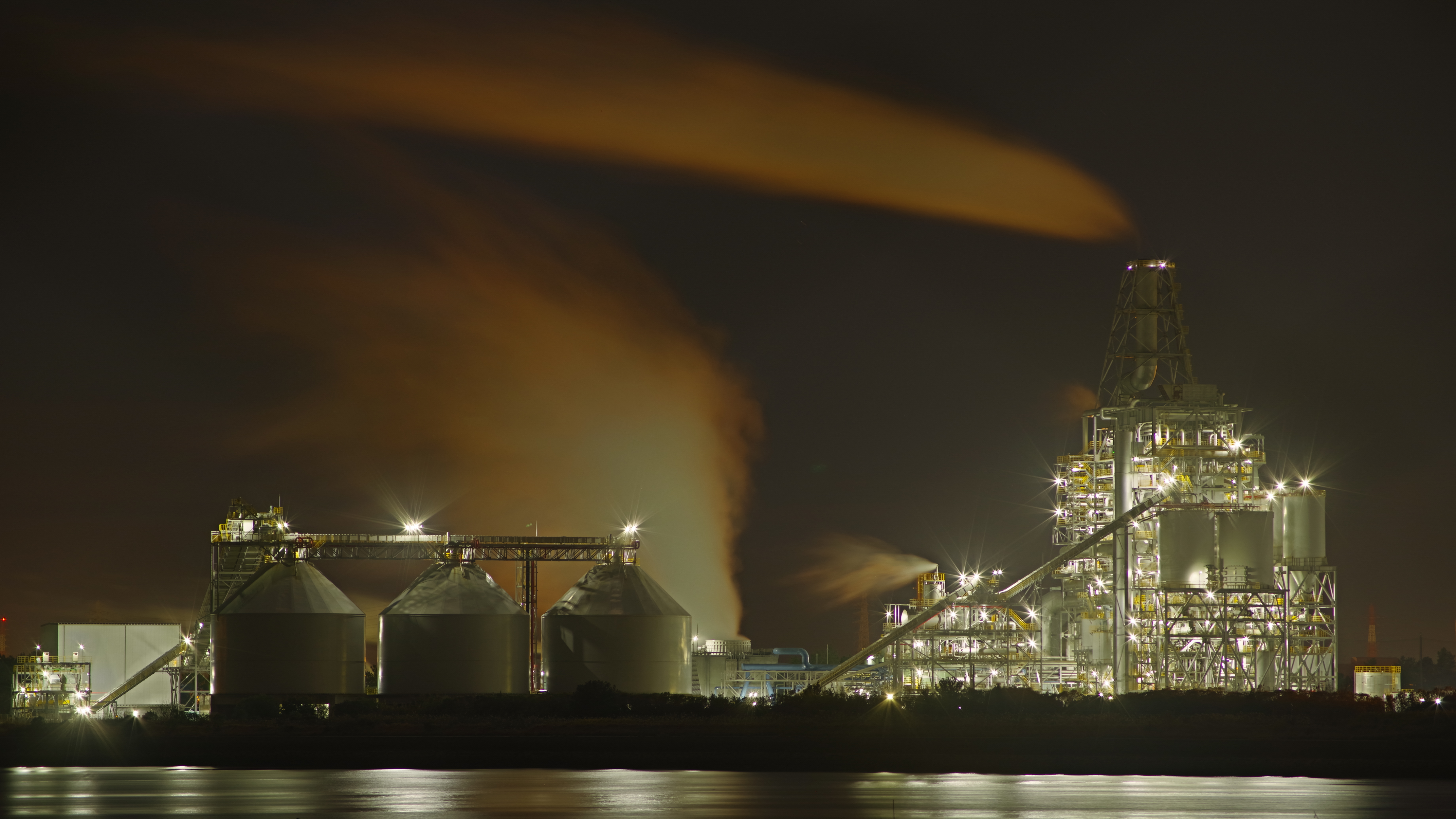
愛知県の半田バイオマス発電所
木質系バイオマスを利用

日本では、地方自治体や環境保護団体などが注目している。そもそも高度成長期以前の日本では、落葉や糞尿を肥料として利用していたほか、里山から得られる薪炭がエネルギーとして活用されてきた。石油起源の資材、燃料などへの置換により、顧みられることが少なくなったが、近年、廃棄物処理コストの高騰などから高度利用を模索する自治体が増えている。またRPS法（電気事業者による新エネルギー等の利用に関する特別措置法）施行に伴い、各電力会社では火力発電所での石炭と間伐材等との混焼が進められており、実証試験の段階から本格実施へと移行している。
2002年（平成14年）12月、循環型社会を目指す長期戦略「バイオマス・ニッポン総合戦略」を閣議決定。農林水産業からの畜産廃棄物、木材や藁、工芸作物などの有機物からのエネルギーや生分解性プラスチックなどの生産、食品産業から発生する廃棄物、副産物の活用を進めており、「バイオマスタウン」等の構想がある。
しかしながら、2003年度から2008年度までに214事業が実施されているものの、効果があると判断されたのは全体の16%の35事業であり、総務省は事業改善を求めている。2011年3月には総務省の報告書においてこれまでの政策の評価が行われ、バイオマス関連施設の約7割が赤字であるなど、厳しい状況にあることが指摘されている。特に林地残材の98%、食品廃棄物や農作物非食用部の70%以上が活用されていないなどの課題が指摘されており、温暖化問題・廃棄物問題の両面から関係各省に対してバイオマスの利用促進の勧告が行われている。

### 主なバイオマス資源

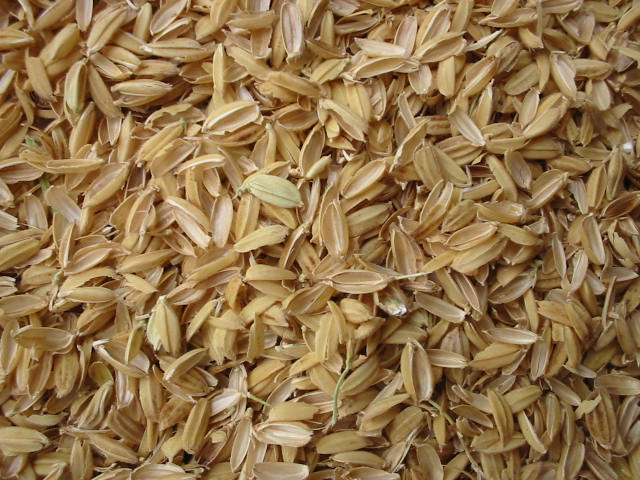
Rice_chaffs(籾殻)

日本では廃棄物系、未利用系、資源作物系の3つに大別されるが、木質ペレットを利用した大規模バイオマス発電の発展により、木質系バイオマス(木質燃料)の利用が拡大している。
- 廃棄物系バイオマス - 廃棄される紙、プラスチック、家畜糞尿、食品廃棄物、建設廃材（ガラ）、製材工場残材、黒液、下水汚泥等
- 未利用バイオマス - 稲藁、麦藁、籾殻、林地残材（間伐材・被害木など）等
- 資源作物 - エネルギーや製品の製造を目的に栽培される植物。さとうきび、トウモロコシ、産業用大麻等

バイオマスから得られるエネルギーのことをバイオエネルギー、またはバイオマスエネルギーとも言う。

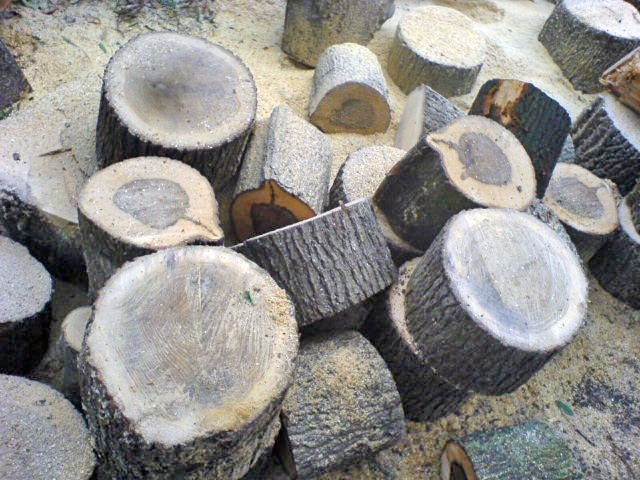
木
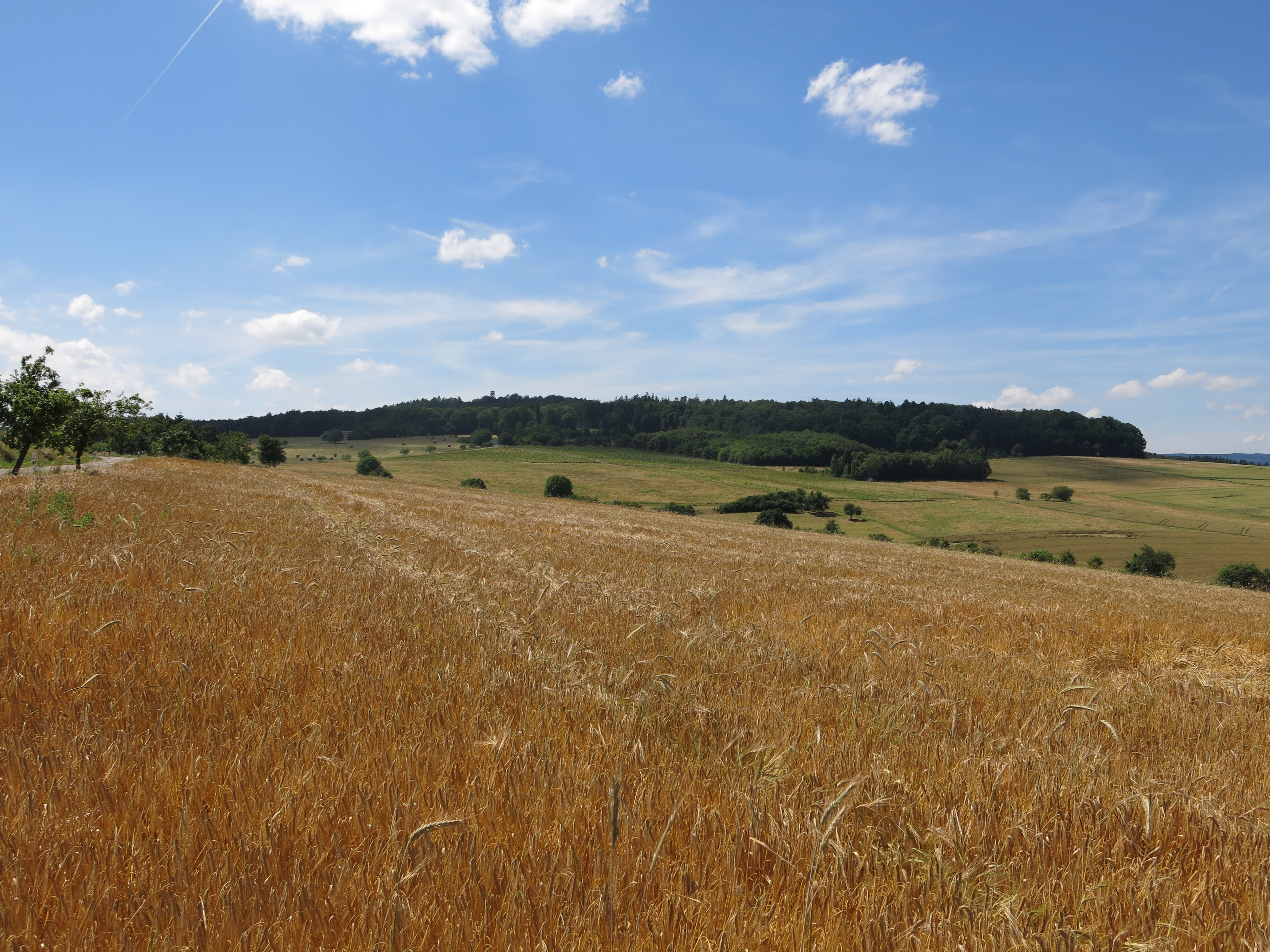
藁

### 利用形態
- 燃焼させて汽力発電(バイオマス発電)

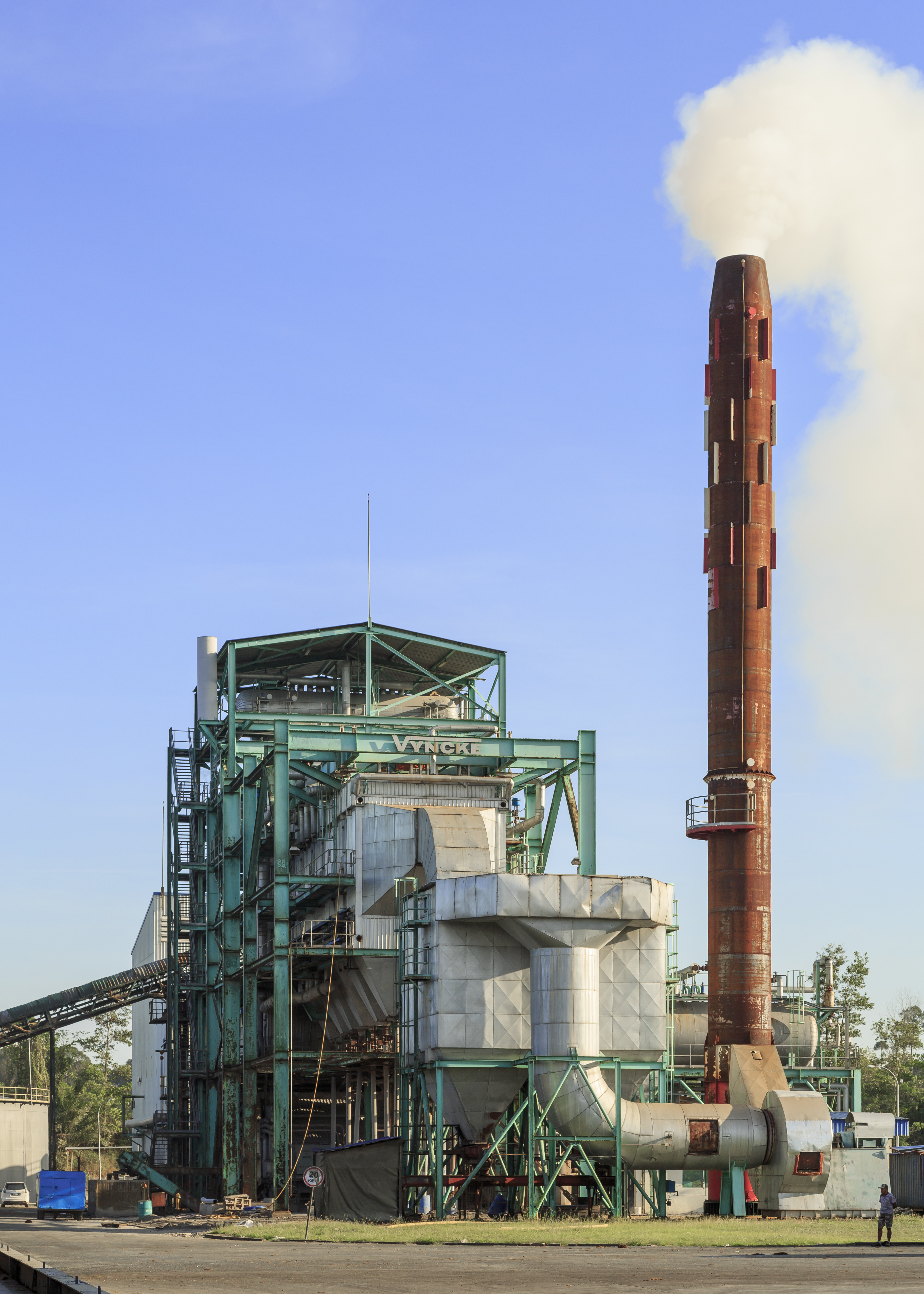
バイオマス発電所

- バイオプラスチック（ 生分解性プラスチックを含む）
- 堆肥

### 供給形態
- バイオマスをそのまま利用(薪)

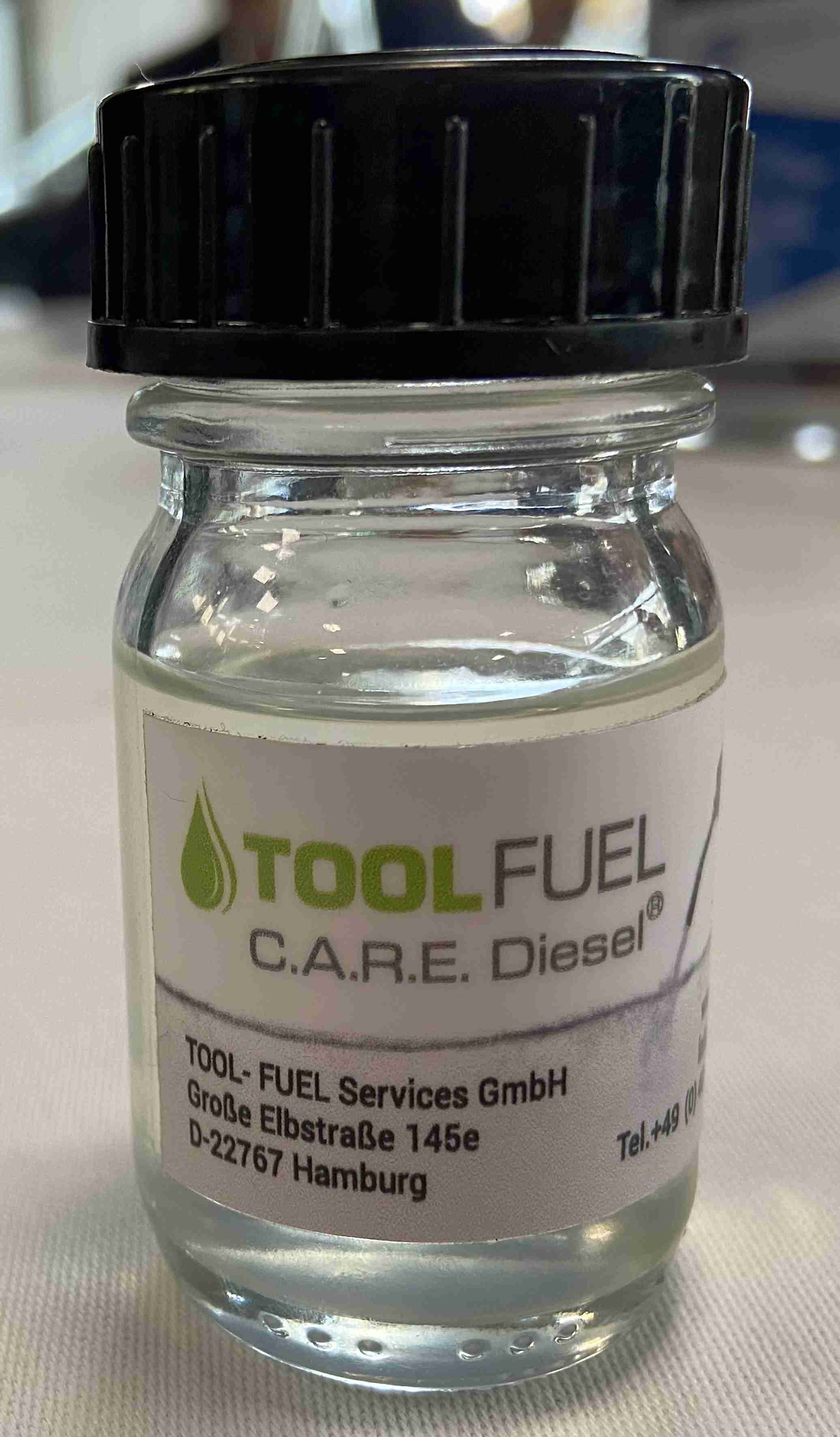
バイオディーゼル

- 家畜等糞尿などからのメタンの精製（バイオガス）
- 木質廃材などセルロース系からのバイオエタノールの抽出
- 廃食用油などの自動車燃料化
- 生物起源の可燃廃棄物（廃棄物固形燃料、木質ペレット）などの直接燃焼
- 木質バイオマスを乾留しガス化、水素、合成ガス、メタノールの生成
- 製紙パルプ製造工程での黒液バイオマス発電（ソーダ回収ボイラー）

## 課題

### 収集コスト
バイオマスは地域内に広く分散していることが多く、収集・運搬・管理のコストがかかる。コストと温室効果ガス排出量を削減するためには効率的な収集が必要であり、大規模になるほどコストダウンが容易になるとされる。

### エネルギー(熱量)の密度の低さ
下水汚泥（脱水ケーキ）・木質（乾燥）・食品残渣・茶かす・わら屑などは、乾燥状態で4.8Mcal/kg（20MJ/kg）前後と灯油(化石燃料)の半分程度と低く、燃料として見た場合輸送の過程で多量のCO2を放出する。
そのため海外から輸入するなど長距離輸送する場合、熱量あたりのCO2放出量は化石燃料を上回ってしまう。

### 高含水率

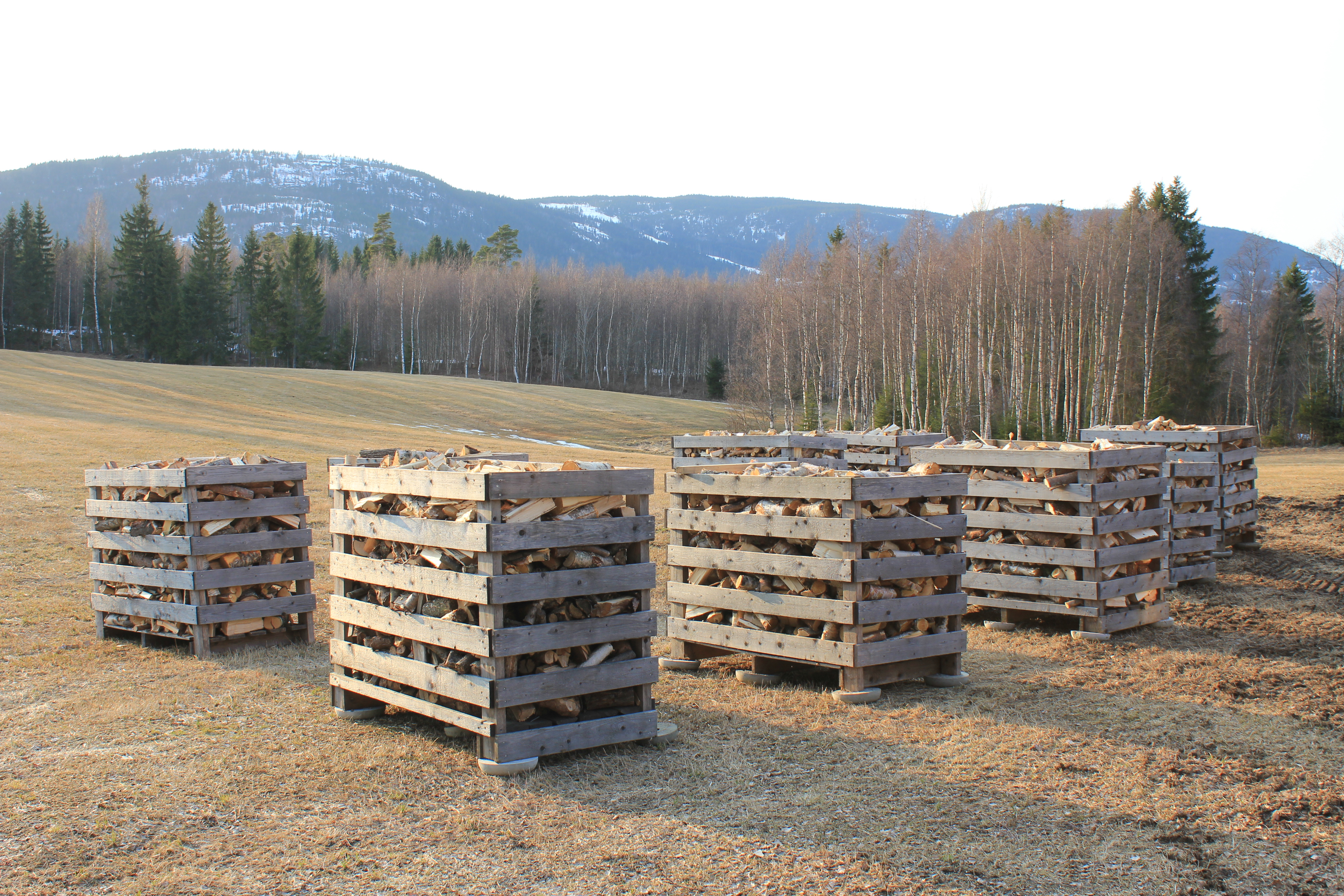
木の乾燥

バイオマスは通常水を多く含む。燃料として使用する場合は乾燥させる必要があり、そのためのエネルギーや時間、場所が大きなコストとなる。
アオサ・昆布・牛乳・おから・糞尿類・生ごみは含水比が80%以上であり、乾燥工程が不要なメタン発酵での利用に向いているとされる。

### 食料とのトレードオフ

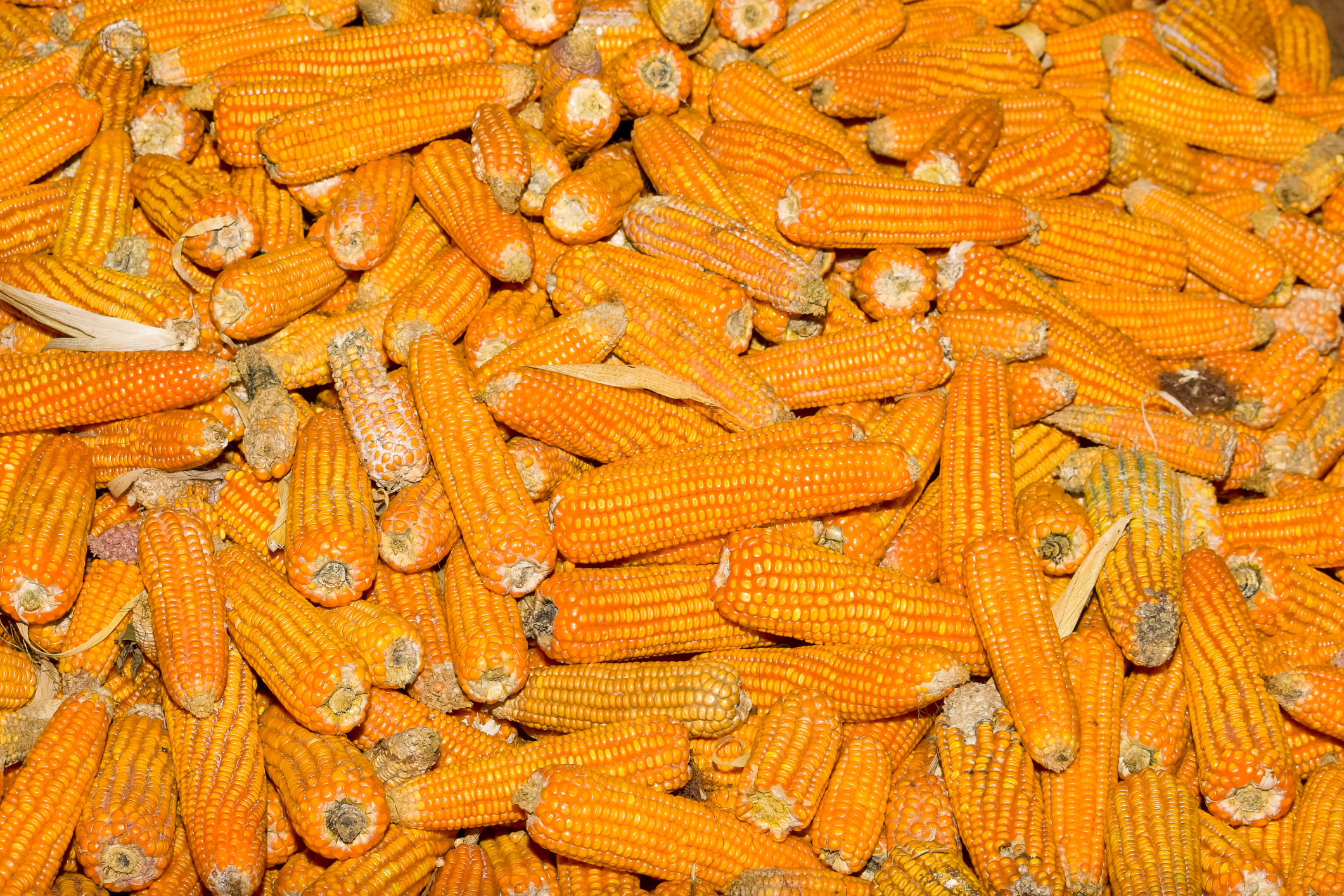
トウモロコシ

可食部を原料とするバイオマス利用は、食料生産と燃料生産とのトレードオフが懸念されている。
これは主にバイオエタノールにおいて指摘されているが、既に2007年の時点で穀物の値上がりの原因となっている。日本では飼料作物である米国産トウモロコシの値上げによる肉類の値上げなどが心配されているが、世界的には耕作における水資源の不足から、貧しい国における食糧危機が懸念されている。
非可食部のセルロース等を利用すれば食料とのトレードオフは発生しないため、政策的な規制等も含め、今後はそのような方向が模索されることが期待される。各国で食料や飼料用の穀物の生産と競合しない資源的な制約の少ない原材料で製造する第二世代バイオ燃料に関する研究が進められ、セルロース系原料を効率的にエタノール等に変換する研究にも期待がもたれている。また、シロアリの消化器官内の共生菌によるセルロース分解プロセスがバイオマスエタノールの製造に役立つ事が期待され、琉球大学や理化学研究所等で研究が進められる。

### 耕地の確保
現時点では農地の大部分は食糧を確保するために利用されているが、これに加えてバイオマス燃料を収穫するための耕地が必要となれば、さらなる耕地の拡大が求められ、たとえば熱帯雨林の伐採が進む恐れがある。また、耕地の拡大により、世界的に不足が懸念されている水資源が一層枯渇する可能性が指摘されている。

### 森林破壊
不要物を有効利用し燃料とするのではなく、燃料のために森林を伐採しバイオマス発電とする事に対し、非難の声が上がっている。
またこの場合森林面積は減少しているためカーボンニュートラルとはならない。

### 加工コスト

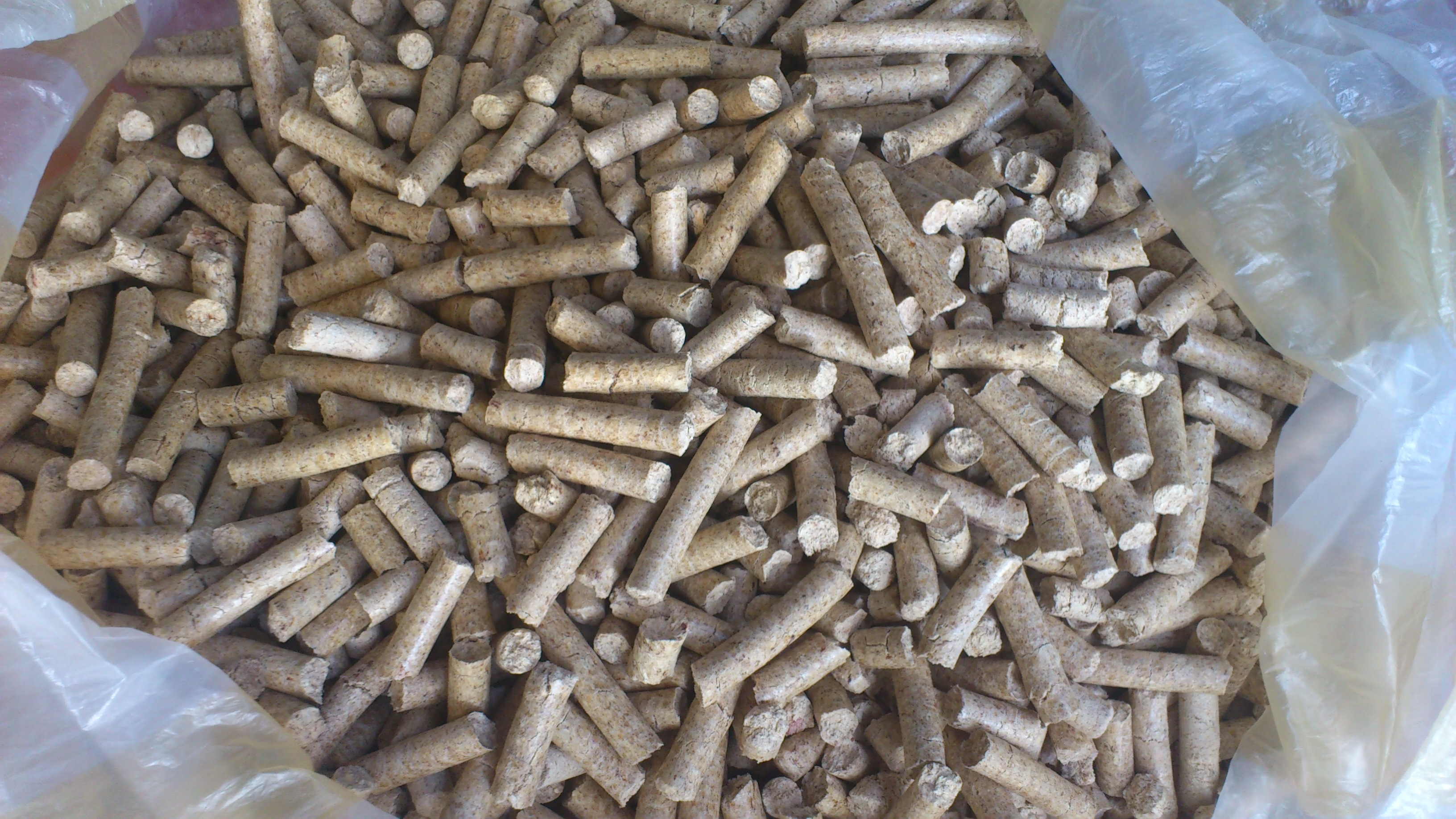
木質ペレット

薪・木材チップなどはそのまま燃料として使えるが、バイオマス発電では発電所の運転の効率化のために木質ペレットに加工した上で燃焼させている。
加工や輸送のためのエネルギーは通常化石燃料が用いられる。

### 悪臭

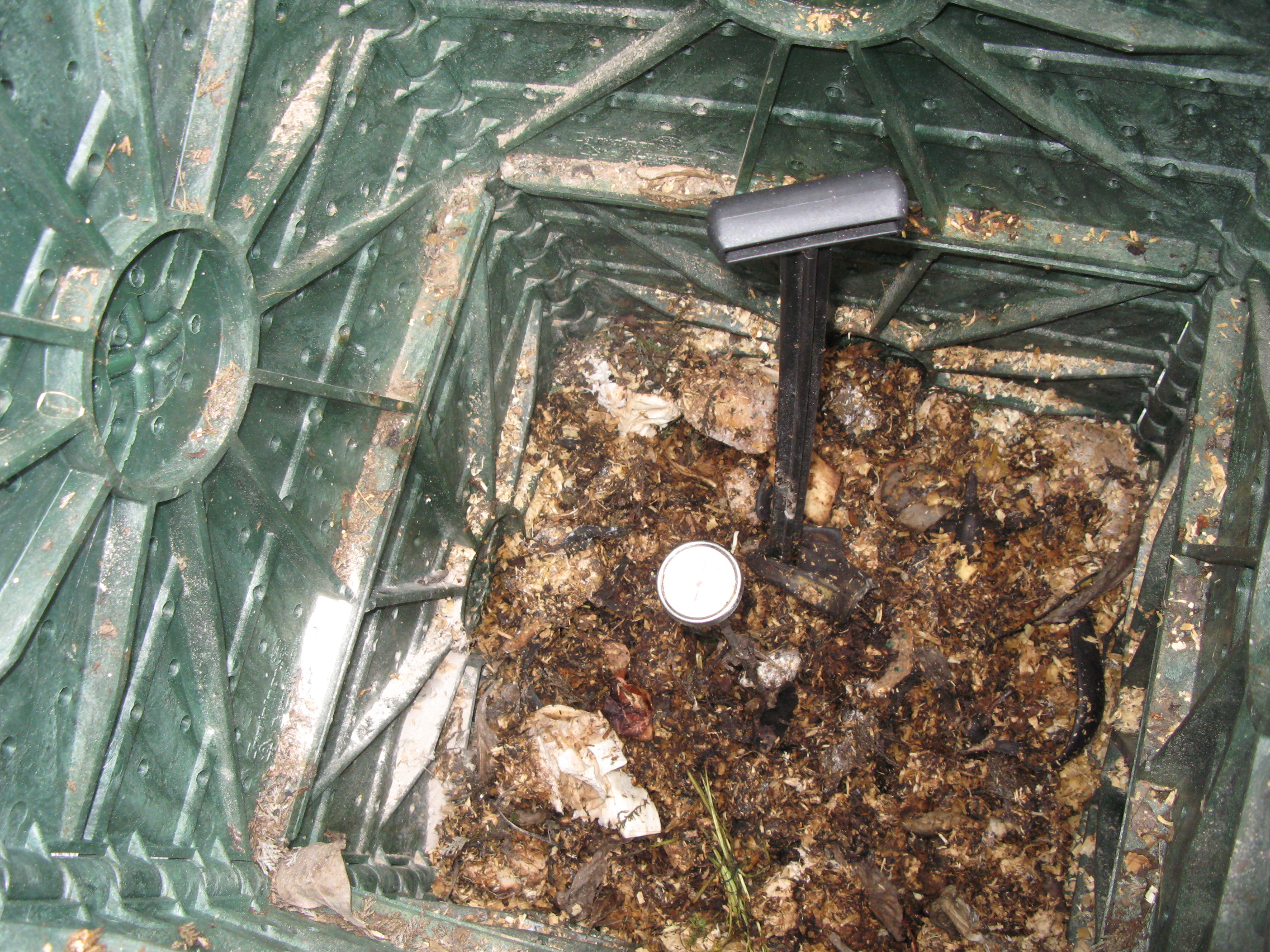
発酵コンポスター

バイオマスは汚物や発酵処理を扱うことがあり、その処理過程で悪臭を発する。またバイオマス発電所でエネルギーを取り出す際にも騒音や悪臭を伴う。京都府・福知山市ではパーム油を燃料とするバイオマス発電所が、稼働後に周辺住民からの苦情が殺到し、最終的に稼働停止となった。